# Faja de Oro (1941)
El Faja de Oro fue el segundo buque petrolero mexicano, cuyo hundimiento por las potencias del Eje llevó a México a abandonar su neutralidad y entrar en la Segunda Guerra Mundial.

## Antecedentes
El petrolero fue construido en 1914 para el Bank Line Ltd (Andrew Weir & Co.) con el nombre de Barneson.  En 1915 su nombre fue cambiado a Oyleric por la Andrew Weir de Glasgow. En 1937 fue vendido a la compañía italiana Ditta G.M. Barbagelata la cual cambió el nombre de la embarcación a Genoano. En abril de 1941 el gobierno mexicano incautó el petrolero —junto con otros 8 barcos italianos y 3 alemanes— cuando el barco se encontraba anclado en el puerto de Tampico por el derecho de angaria aduciendo el deterioro del tráfico marítimo mexicano con otras naciones a consecuencia de la guerra. Un día después del ataque japonés a Pearl Harbor, el 7 de diciembre de 1941, se decidió el cambio de nombre a Faja de Oro.

## Hundimiento

Mapa que muestra los lugares donde fueron hundidos 6 buques de bandera mexicana por submarinos alemanes en 1942 y el Juan Casiano que se hundió por colisión contra un barco escolta durante una tormenta en 1944.

El 20 de mayo de 1942, seis días después del ataque al Potrero del Llano, el Faja de Oro regresaba vacío a Tampico. Había descargado en Marcus Hook, Delaware 56 000 barriles de petróleo crudo. La versión "oficial" declara que fue torpedeado y cañoneado hasta hundirse en el estrecho de la Florida, entre Key West y la isla de Cuba en las coordenadas: 23°30′N 84°24′O / 23.500, -84.400. por el U-Boot alemán U-106 tipo IX B al mando del Kapitänleutnant Hermann Rasch. El suceso obedeció a la orden del alto mando alemán (OKW) de considerar que: “los barcos de cualquiera de los Estados sudamericanos que fueran armados, serían atacados sin previo aviso, excepto los de Argentina y Chile”, como del mismo modo que “los barcos mercantes que divisiban en la zona debería suponerse que viajaban en servicio a los aliados”. Como México mantenía aún su neutralidad en la guerra, sus barcos no navegaban artillados. El ataque mató 9 hombres de una tripulación de 37 marinos, entre ellos Gustavo Martínez Trejo y se creyó que también su capitán Ramón Sánchez Mena (quien posteriormente fue rescatado junto con los sobrevivientes); como colofón forzó al gobierno mexicano a declarar la guerra a los países del Eje el 28 de mayo de 1942, decreto que el Congreso mexicano aprobó y que junto con la suspensión de garantías individuales entró en vigor a partir de 1 de junio; así se involucró a México en la Guerra Mundial.
Popularmente se llegó a considerar el mito de que el buque había sido hundido por un submarino estadounidense para simular el ataque de los alemanes, y forzar la entrada de México en la guerra. El mito fue desmentido por el presidente de la república, Manuel Ávila Camacho, quien decidió declarar la guerra a las potencias del eje.

## Fatal destino del U-106
En abril de 1943 el Kapitänleutnant Hermann Rasch (1914-1974), deja el mando del U-106 y es condecorado con la Cruz de Hierro de Caballero.
En su décima y última patrulla el U-106, con su nuevo comandante, el Oberleutnant Wolf-Dietrich Damerow (1919-1944), fue bombardeado y hundido con cargas de profundidad por un hidroavión tipo Short Sunderland del escuadrón 461 al mando del teniente A.F. Clarke de la Royal Air Force cerca de Cabo Ortegal, Galicia el 2 de agosto de 1943, coordenadas: 46°35′N 11°55′O / 46.583, -11.917. De la tripulación de 58 marinos, solo hubo 36 sobrevivientes incluido su comandante, siendo rescatados por un bote torpedero alemán.

## Buques mexicanos hundidos por U-Boote alemanes
| Buques mexicanos |                   |                         |        |                                  |
| N.º              | Buque             | Fecha del ataque        | U-Boot | Comandante                       |
| 1                | Potrero del Llano | 13 de mayo de 1942      | U-564  | Oberleutnant Reinhard Suhren     |
| 2                | Faja de Oro       | 20 de mayo de 1942      | U-106  | Kapitänleutnant Hermann Rasch    |
| 3                | Túxpam            | 26 de junio de 1942     | U-129  | Kapitänleutnant Hans-Ludwig Witt |
| 4                | Las Choapas       | 27 de junio de 1942     | U-129  | Kapitänleutnant Hans-Ludwig Witt |
| 5                | Oaxaca            | 27 de julio de 1942     | U-171  | Kapitänleutnant Günther Pfeffer  |
| 6                | Amatlán           | 4 de septiembre de 1942 | U-171  | Kapitänleutnant Günther Pfeffer  |